# باري ماكينون
باري ماكينون هو سياسي أسترالي، ولد في 29 أكتوبر 1944 في برث في أستراليا. نشط حزبياً في الحزب الليبرالي الأسترالي. وقد انتخب عضو الجمعية التشريعية لأستراليا الغربية ‏.